# Bogusław IX de Poméranie
Pour les articles homonymes, voir Bogusław.
Titre
Prétendant au trône de Danemark, Norvège et Suède
1416 – 11 janvier 1436
(20 ans)
Bogusław IX de Poméranie (né vers 1407/1410 – † 7 décembre 1446) fut duc de Poméranie de 1418 à sa mort. Sa résidence principale se trouvait à Stargard. 

## Biographie
Bogusław IX est le fils de Bogusław VIII de Poméranie, et de Sophie de Holstein. Il succède à son père en 1418. Son cousin-germain le roi Éric de Poméranie tente en vain d'en faire son héritier comme roi de l'union de Kalmar avant de lui succéder en 1449 à Stolp et Stargard en Poméranie où il doit se retirer jusqu'à sa mort en 1459, après son expulsion de ses royaumes scandinaves.

## Union et postérité
Le 24 juin 1432 à Poznań il épouse Marie de Mazovie (en), fille de Siemovit IV de Mazovie et de la princese lituanienne Alexandra . Ils ont deux filles
- Sophie de Poméranie-Słupsk, qui épouse le 11 novembre 1451 le duc  Éric II de Poméranie,
- Alexandra (morte 17 octobre 1451)